# École nationale supérieure des mines de Nancy
A École nationale supérieure des mines de Nancy egy francia egyetem, grande école, 1919-ben alapították. A Conférence des Grandes Ecoles tagja. Interdiszciplináris tantervvel három év alatt képez ki mérnököket, akik aztán főleg az üzleti világban dolgoznak: Az oktatás célja az ún. Master Ingénieur Mines Nancy.

## Híres diplomások
- Jean-Claude Trichet, Európai Központi Bank (EKB) francia elnöke 2003 és 2011 között